# Хардер, Джош
Джошуа Кек Хардер (англ. Joshua Keck Harder; род. 1 августа 1986, Терлок, Калифорния) — американский политик, представляющий Демократическую партию. Член Палаты представителей США от штата Калифорния с 3 января 2019 года.

## Биография
Родился в Терлоке, Калифорния, окончил школу в Модесто. Получил бакалаврскую степень по политологии и экономике в Стэнфордском университете и двойную магистерскую степень в Гарвардской школе бизнеса и Школе управления имени Джона Ф. Кеннеди.
С 2014 года Хардер работал в нью-йоркском офисе венчурной компании Bessemer Venture Partners, затем переехал в Сан-Франциско и стал вице-президентом компании. В 2017 году уволился и венрнулся в Терлок, чтобы сконцентрироваться на избирательной кампании.
В мае 2017 года объявил о выдвижении в Палату представителей США от 10-го округа Калифорнии против конгрессмена-республиканца Джеффа Денема. По итогам межпартийных праймериз во второй тур прошли республиканец Денем, получивший 37,5 % голосов избирателей, и демократ Хардер с 16,7 %.
Основные выборы состоялись 6 ноября. В ночь после выборов и последующие дни посчёта голосов Денем лидировал, но 9 ноября Хардер вышел вперёд благодаря заочному голосованию. 14 ноября новостные СМИ предсказали победу Хардера, в тот же день Денем признал поражение.